# Oppidum de Montmerlhe
L'oppidum de Montmerlhe se trouve en Aveyron.

## Localisation et environnement
Il se situe à 900m d'altitude, au sud de Laissac, et occupe environ 100 ha.

## Histoire
Occupé par les Rutènes entre le IIe et Ier siècles av. J.-C., il aurait été abandonné lors de l'invasion de la Gaule par Jules César entre 58 et 50  av. J.-C.